# Silsang sa
Silsang sa (실상사 Klasztor Rzeczywistości) – koreański klasztor szkoły sŏn. Pierwszy klasztor sŏn.

## Historia klasztoru
Ten pierwszy klasztor szkoły sŏn został wybudowany w 828 r. przez mistrza sŏn Chinggaka Hongch'ŏka. Jego linia przekazu Dharmy (szkoła) zaczęła być nazywana od nazwy góry i stała się jedną z dziewięciu górskich szkół sŏn (kor. Gusansŏnmun). Klasztor został wybudowany w dolinie u podnóża góry Chiri. Klasztor zaczął przyciągać ludzi, którzy zaczęli się tu osiedlać i uprawiać pola. Doprowadziło to do tego, że obecnie nie ma śladu z doliny i klasztor właściwie leży za polem ryżowym. Jest to północna część Narodowego Parku góry Chiri. 
Jak większość klasztorów koreańskich, tak i ten został zniszczony całkowicie w czasie inwazji japońskiej w 1597 roku. Odbudowano go po ponad 100 latach, bo w 1700 roku.
W 1882 roku większość z 36 budynków spłonęła w pożarze. Klasztor ponownie odbudowano w nieco mniejszej skali.
Mimo tego, ma największą ilość Skarbów - Narodowych jak i regionalnych - ze wszystkich koreańskich klasztorów. 
Obecnie klasztor jest bardzo aktywny. Ma trzy rodzaje szkół: 
- Mała Szkoła Silsangsa (kor. Chagŭn Hakgyo) - alternatywna szkoła dla dzieci buddyjskich oparta na doktrynie Współzależnego pochodzenia.
- Powrót do Szkoły Ziemi (kor. Gwinong Hakgyo) - nauka dla ludzi z miasta, którzy chcą powrócić na wieś i uprawiać pole.
- Szkoła Awatamsaka Silsangsa (kor. Hwaŏm Hakrim) - instytucja edukacyjna dla mniszek i mnichów szkoły chogye.

Oprócz tego klasztor prowadzi kolektywną farmę, na której uczy się chętnych nieszkodliwego dla ziemi uprawiania ziemi.

## Ciekawsze obiekty
- Skarb Narodowy nr 10 - trzykondygnacyjna stupa przed pustelnią Baekjangam
- Dwie "bliźniacze" stupy z 843 roku - Skarb nr 37

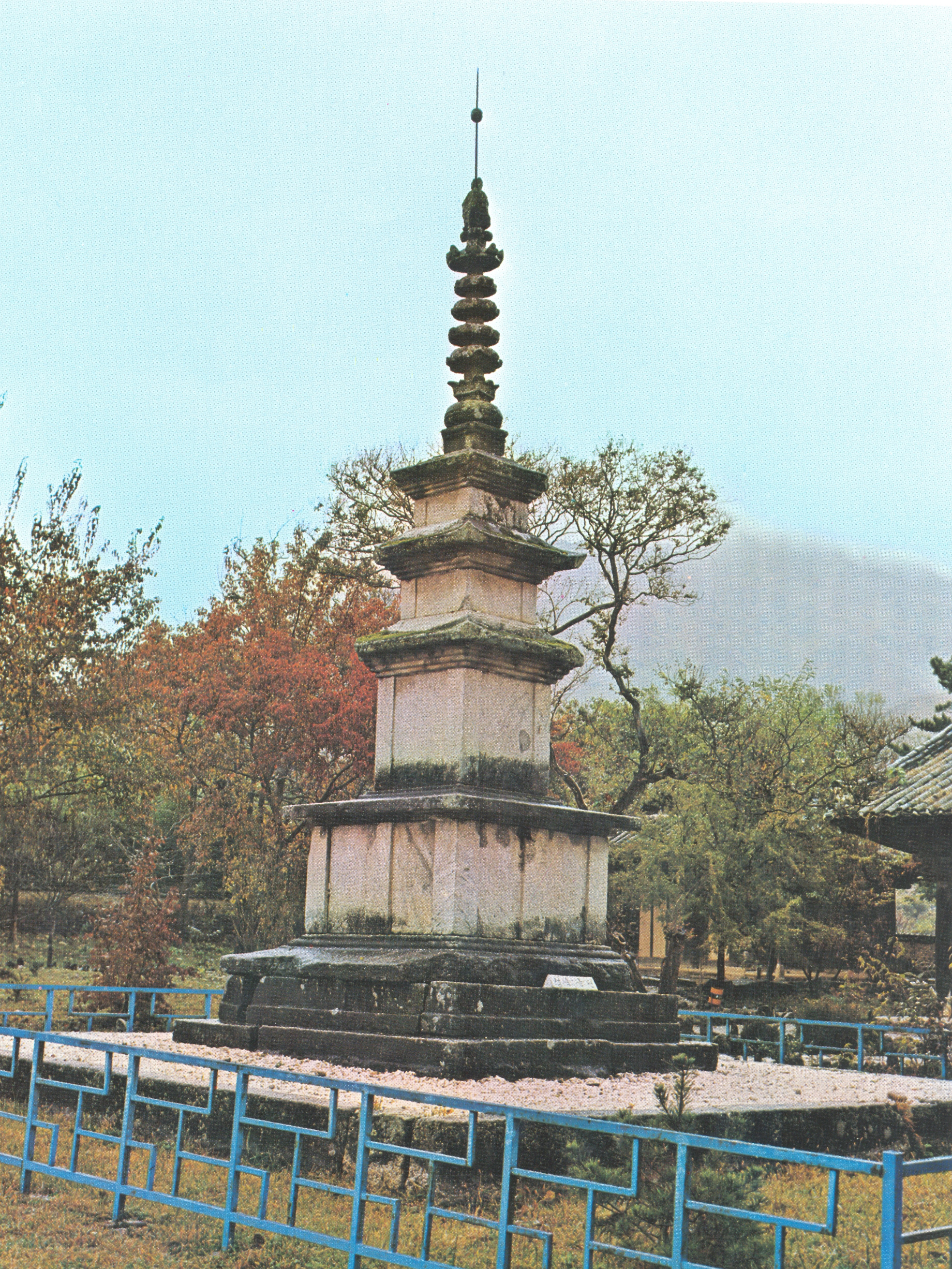
3-kondygnacyjna stupa
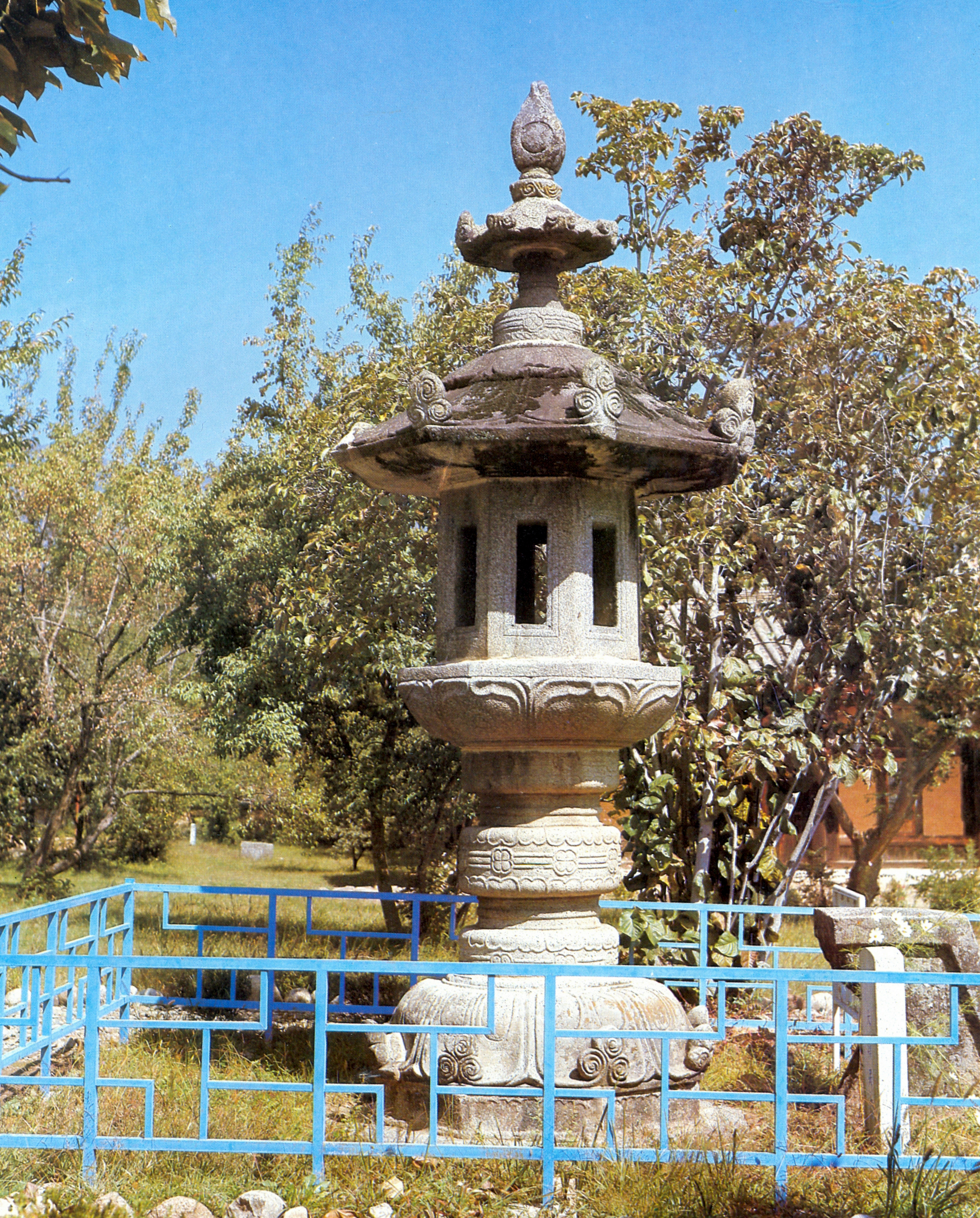
Lampa kamienna - Skarb nr 35
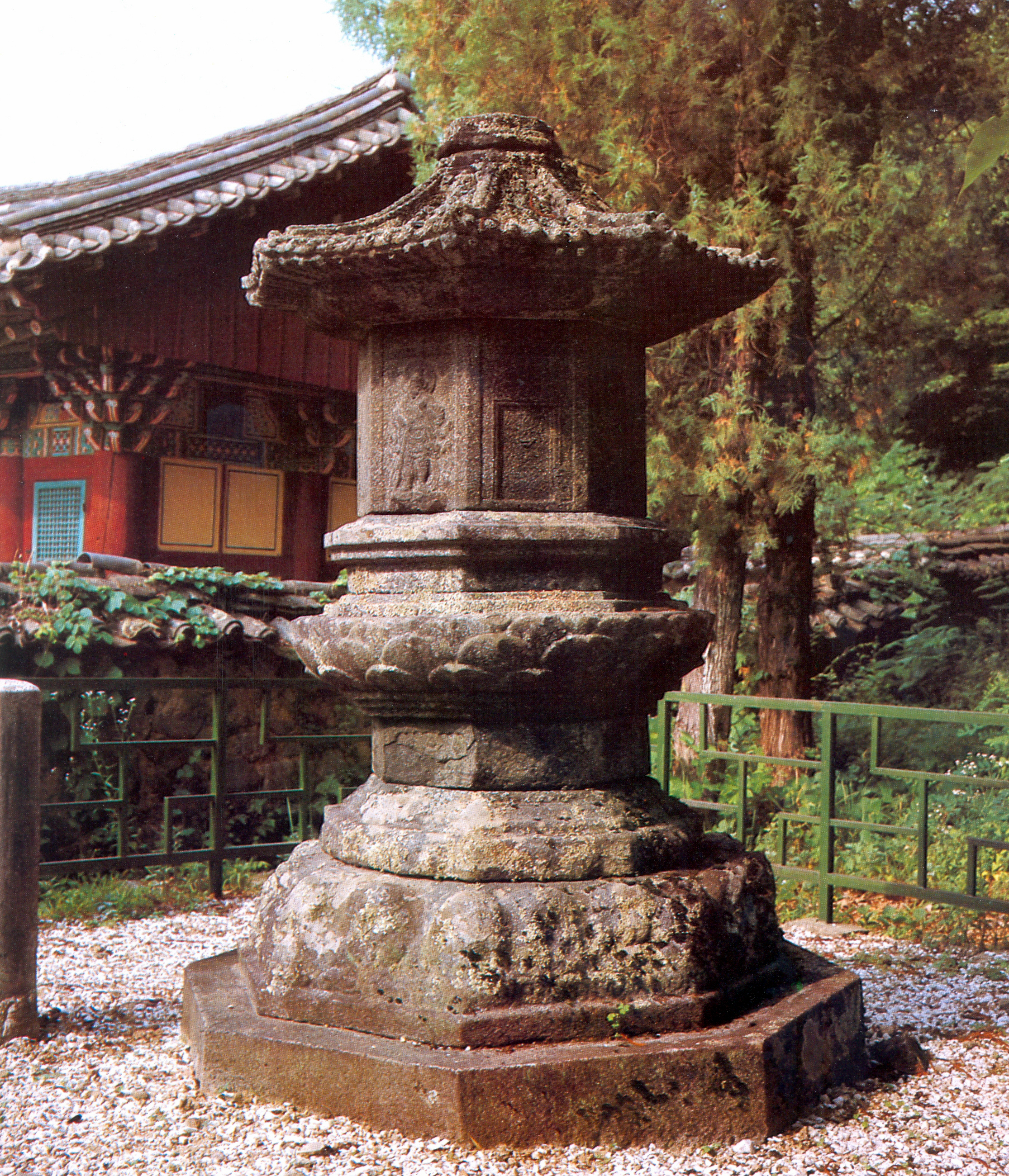
Stupa mistrza sŏn Such'ŏla
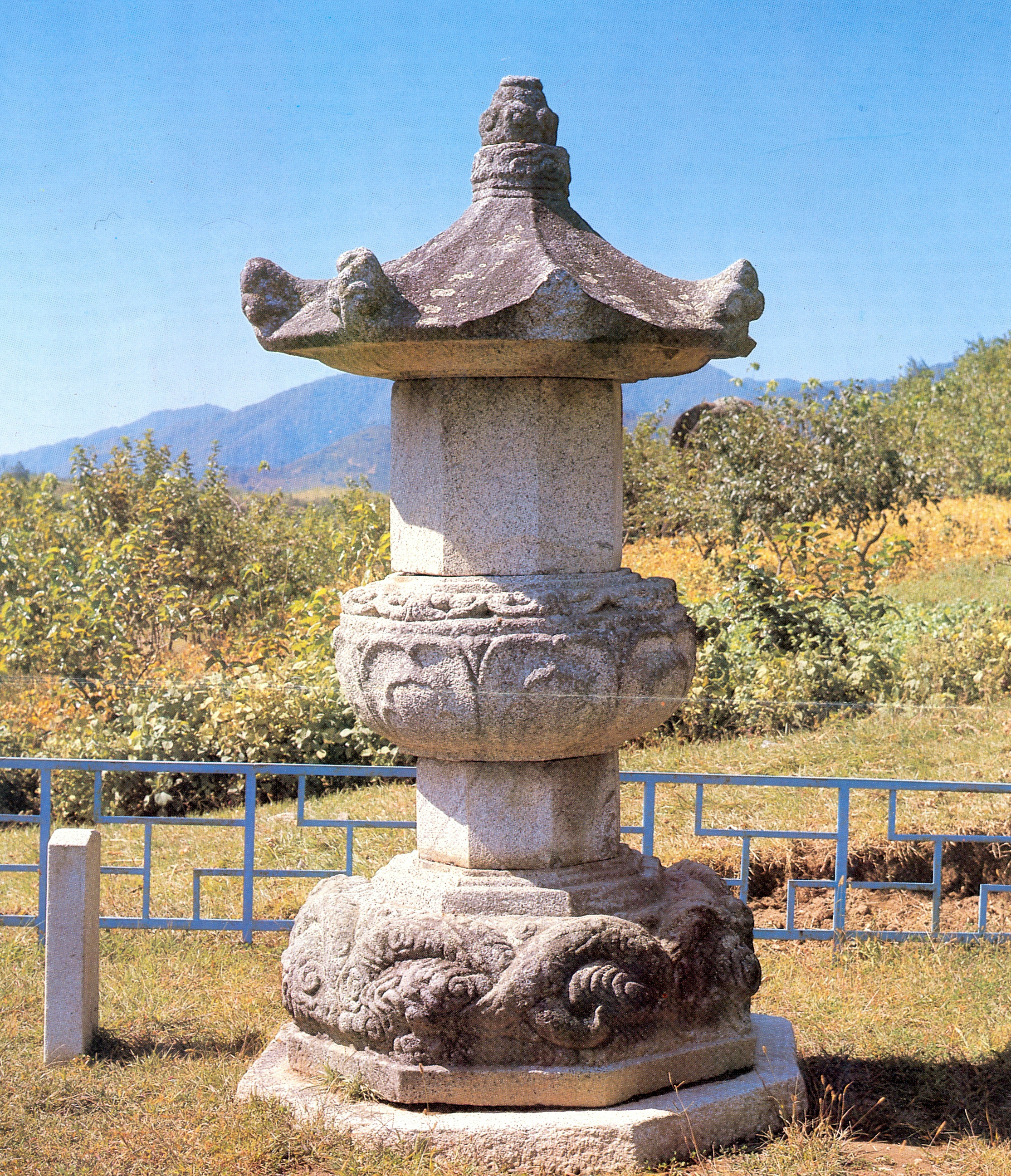
Stupa
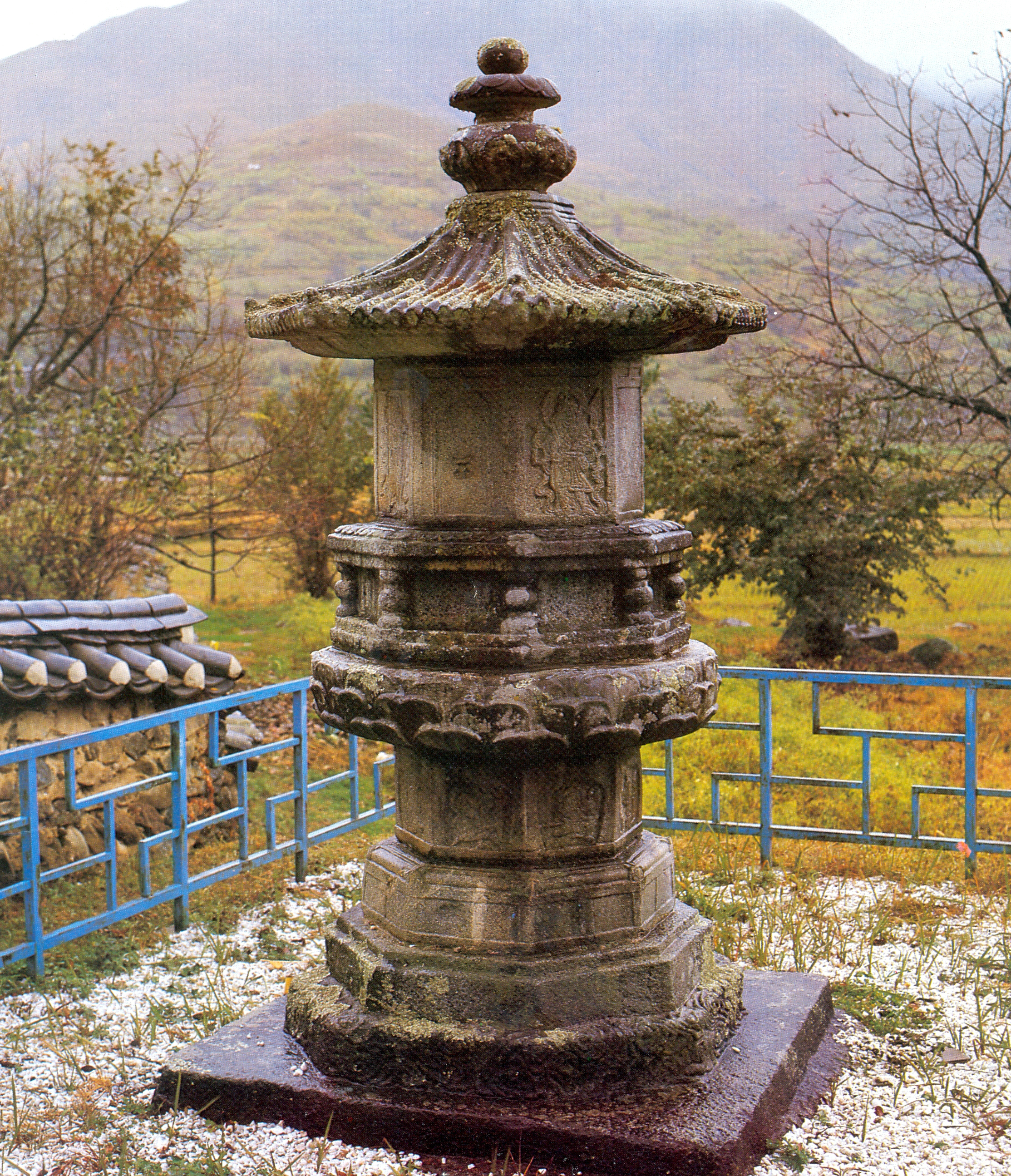
Stupa założyciela klasztoru
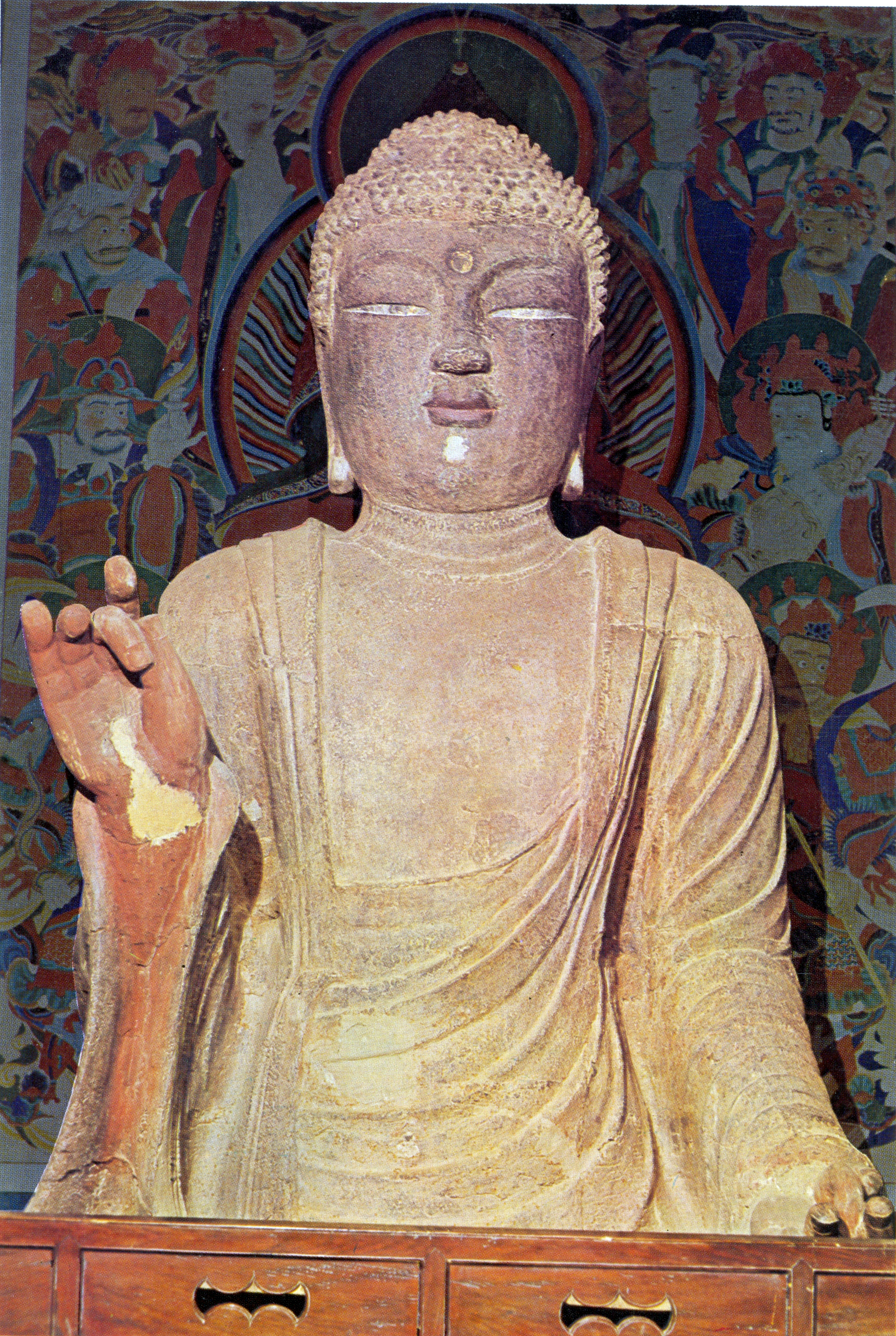
Żelazny Budda z IX w. - Skarb nr 41
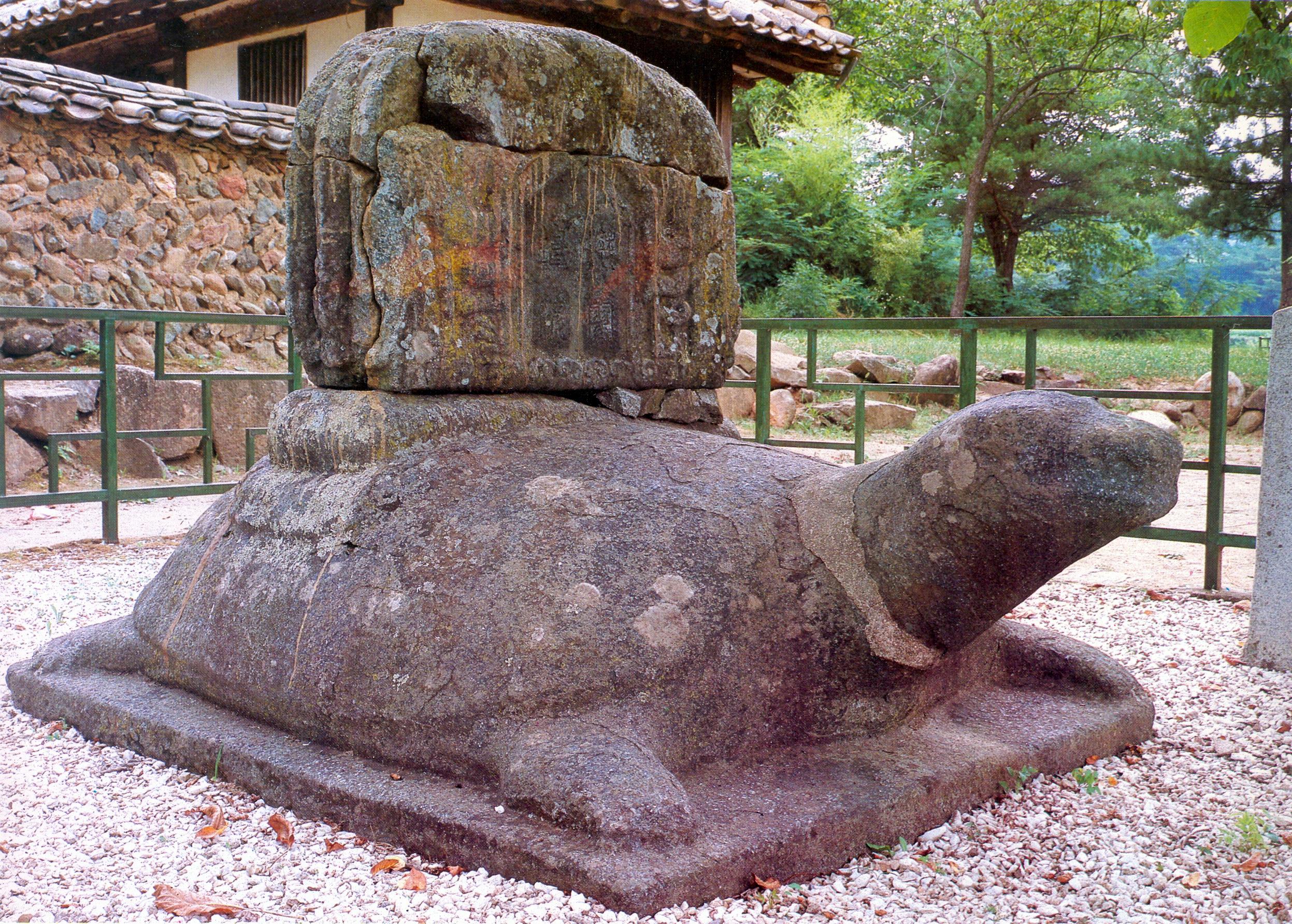
Stela założyciela klasztoru

## Adres klasztoru
- 50-1 Ipseok-ri, Sannae-myeon (94-129 Ipseok-gil), Namweon, Jeollabuk-do, Korea Południowa